# Апокрифическая молитва
Апокрифи́ческая молитва (в индексе отрече́нных книг — ложная молитва) — молитва, составленная по образцу церковной, но содержащая большое число вставок из народных поверий, заговоров, заклинаний, в ряде случаев переделки или отрывки из апокрифов. Выступает в качестве апотропея (ритуала-оберега), а также используется в лечебных целях. Апокрифические молитвы являются в основном текстами книжного происхождения. Встречаются во всех сборниках заговоров. Разновидность народных молитв.

## История
Апокрифические молитвы и жития, адаптированные для «защитных» целей, намного более распространены в народной традиции, чем канонические церковные тексты. Использование письменных текстов в качестве оберегов началось поздно, и их круг был относительно узким, но это не помешало некоторым из них получить широкое распространение.
Апокрифические молитвы существуют в устной и письменной формах. Как книжные по происхождению тексты они сохраняют особенности письменного языка, что приводит к искажению трудных для понимания мест. Сохранившиеся в старинных рукописях апокрифические молитвы отличаются более церковным характером, чем записанные из народной среды. Устные «изводы» апокрифических молитв представляют собой их вольное переложение на разговорный язык. Одни варианты могут сохранять жанровую форму молитвы, другие приобретают черты заговоров.
Некоторые апокрифические молитвы представляют отрывки из популярных апокрифов, иногда искажённые или сокращённые. Одним из источников апокрифических молитв в православных традициях является «Абагар», первая печатная книга на болгарском языке, автором которой был епископ Филип Станислав. Представляет собой собрание апокрифов, в том числе включает новозаветный апокриф о царе Авагаре. У южных славян этот апокриф играл роль охранительного талисмана. Также в «Абагар» в разное время были включены два апокрифических сказания: «А се имена Господня числом О̃В. Да еже ихъ имать и носить съ собою чьстно oт всякого зла избавлен будеть» и «А се имена прѣсвѣте Богородице числом О̃В». Списки этих апокрифов распространялись и в восточнославянской среде. Основа этих текстов — перечисление сакральных имён Бога и Богородицы.
В числе текстов книжного происхождения как у православных, так и у католиков, значительную долю составляют апокрифические молитвы, содержащие рассказ о жизни и распятии Христа или о других значимых событиях Священной истории.

## Применение
Апокрифические молитвы используются в охранительных и лечебных целях. Часто переписывались и использовались в качестве талисманов и амулетов, которые носились вместе с нательным крестом или хранились в доме. У восточных славян переписывание подобных текстов обычными людьми не снижало иx сакральности и «эффективности», в то время как у южных славян большое значение придавалось тому, чтобы эти «спасительные» тексты, называемые «хамаjлия», переписывались людьми, обладающими сакральным статусом — православными священниками или мусульманскими духовными лицами.
Употребление апокрифических молитв зачастую определяется исключительно традицией, поэтому их концовки, как правило, содержат разъяснение, от каких бед охраняет данная молитва, например, «Кто эту молитву знает, кто по памяти, кто по грамоте, от врага будет спасён, от зверя сохранён. На суду лёгкий суд, на воде лёгкое плаванье» (Вологодчина); Kto będzie tę modlitewkę odmawiał… nie zginie wśród burzy i pieronów («Кто будет эти молитовки читать, не пропадёт среди бури и молний» (юго-восточная Польша). Предположительно эти концовки восходят к заключениям византийских житий, получившим в славянских народных традициях самостоятельное развитие.

## Примеры
Чаще всего встречаются молитвы-заговоры от лихорадки. В тексте обычно упоминаются святой Сисиний и иродовы дочки — лихорадки. В малороссийских апокрифических молитвах роль Сисиния часто исполняют Авраамий или Исаакий.
Исключительной по распространённости является апокрифическая молитва «Сон Богородицы», содержащая рассказ Богоматери о крестных муках Христа. Текст известен как в католической, так и в православной традициях в многочисленных вариантах, однако имеются большие расхождения в целях применения подобных текстов в разных культурах. В народной среде восточных славян эта молитва занимает доминирующее место и почитается наравне с «Отче наш» и 90-м псалмом. Чаще всего она произносилась перед сном в качестве общеапотропеического текста. Текст «Сна Богородицы» в качестве талисмана носился в ладанке вместе с нательным крестом.
Апокрифы с перечислением сакральных имён Бога и Богородицы использовались в качестве апотропеев, поскольку эти имена считались невыносимыми для сил зла. Так, согласно ряду сербских быличек, защитой от вештиц (женских демонологических существ) служат произнесённые вовремя молитвы: «У име Исусово!», «Помози, Боже, и Majко Боjа!» и др., от вампиров — «Бог помогао!» и др. Оберегами от проникновения в дом нечистой силы считаются также первые буквы имени Богородицы и Иисуса Христа, вырезанные над дверями, окнами, на скрынях с зерном.
Апокрифические молитвы, включающие рассказ о жизни и распятии Христа, иллюстрируются следующим текстом из юго-восточной Польши, произносимым для безопасности во время грозы «w Jordanie się począł, / W Betlejem narodził, / W Nazaret umarł. / A Słowo stało ciałem / I mieszkało między nami» («в Иордане начался, в Вифлееме родился, в Назарете умер. А Слово стало телом и жило между нами»). Рассказ о муках Христа ради спасения человечества проецирует идею всеобщего спасения на конкретную ситуацию, поэтому считается, что в некоторых случаях для спасения от опасности достаточно упоминания о событиях из жизни Христа. В Полесье считалось, что при встрече с волком достаточно задать ему вопрос «Воўк, воўк где ты буў / як Cyca Хрыста роспына́лы?» (или «на роспя́тье бралы?»). Одна из молитв при собирании трав представляет собой искажение и сокращение апокрифа о том, как Христос пахал; одна из молитв от сглаза — переделку апокрифа о рождестве Спасителя.
Популярный апокрифический текст «Сказание о двенадцати пятницах» совмещает две функции. Он объясняет, в какие пятницы необходимо поститься, чтобы избежать определённых опасностей, например, «1-я пятница… Кто сию пятницу постится, то человек от потопления на реках избавлен будет… 3-я пятница… Кто сию пятницу постится, тот человек от неприятелей и разбойников сохранён будет…». В то же время этот текст используется в качестве талисмана, избавляющего от различных бед.
К апокрифическим молитвам принадлежат также тексты в виде вопросов и ответов об устройстве христианского мира, построенные по типу Голубиной книги и имеющие книжные истоки. Рассказ о космичности мира и перечисление ценностей, обеспечивающих его равновесие и культурное состояние, воспринимались как надёжная защита против сил хаоса. Пример текста, известного преимущественно у западнобелорусских униатов: «Скажы ш ты мне, што есць двенадцать? — Двенадцать свентых апостолоў» (далее только ответы) — «одзинацаць прыказань косцельных», — «дзесяць прыказанёў Боских, нам даных на горах Сымонских», — «дзевець хороў ангельских», — «госем свентых пророкоў» и т. д. В западнобелорусской традиции считается, что вопросы задает чёрт, а ответы из этих текстов спасают невинную душу от нечистой силы. Эти вирши называются «О збавеню души хрысціянской, или размова чорта з маленьким хлопцам». А. Н. Веселовский считал подобные тексты «катехизисом церковно-школьного происхождения, который отвечает первичным мнемоническим требованиям духовного обучения» и обнаружил варианты данной «повести о числах» почти во всех европейских традициях. Однако использование подобных текстов в качестве апотропеев в этих традициях неизвестно.

## Апокрифические и народные молитвы
Народные молитвы — более широкое понятие, чем апокрифические. В эту категорию входят канонические молитвы, бытующие в народной культуре, фрагменты церковной службы, наделяемые в народной среде апотропеической функцией (то есть имеющие неканоническое применение), и собственно неканонические молитвы. Функционирование и закрепление народных молитв в традиции в качестве апотропеев в значительной мере определяется не их собственной семантикой, а высоким сакральным статусом. Сами по себе эти тексты не обладают апотропеической семантикой, и использование их как оберегов определяется их способностью, как считается, предотвращать потенциальную опасность. Основная часть корпуса таких текстов книжного происхождения и проникла в народную традицию с принятием христианства, меньшая часть — аутентичные тексты.
В отличие от требников (содержащих, в частности, канонические молитвы), где за каждой молитвой закреплено строго определённое употребление, в народной культуре канонические христианские молитвы обычно не имеют такой закреплённости, а используются как универсальные апотропеи на все случаи жизни. Основная причина этого в том, что круг канонических молитв, известных в традиционной культуре, чрезвычайно узок. Сюда относятся такие распространённые молитвы, содержащие апотропеическую семантику, как «Да воскреснет Бог, и расточа́тся врази́ Его» (в восточнославянской народной традиции обычно именуется «Воскресной молитвой») и 90-й псалом «Живый в помощи» (обычно по народной этимологии переделывается в «Живые помощи»), а также «Отче наш» и «Богородице Дево, радуйся» (в католической традиции — «Zdrowiaś, Maria»). Молитва «Отче наш» в народной среде выступает как универсальный апотропей, что объясняется её исключительным статусом — это единственная «нетварная» молитва, то есть данная людям самим Богом, Христом. В то же время, эта молитва является декларацией принадлежности человека к христианскому миру и пребывания его под защитой небесных сил.
В качестве оберегов функционируют и фрагменты церковной службы, никак по смыслу не связанные с апотропеической ситуацией, в которой они используются. Например, начало из Литургии Василия Великого «О тебе радуется, Благодатная, всякая тварь, Ангельский собор и человеческий род…» может читаться хозяином во время выгона коровы на пастбище. Также чин молитвенный во время губительного мора скотов предполагает, что священник зажигает фимиам в сосуде, кладёт его посреди домашнего скота так, чтобы фимиам окуривал скот, и зачитывает 66-й псалом, а 15-й псалом зачитывали для обнаружения вора, защиты от врагов, пробуждения разума.